# The Squaw Man (1914)
The Squaw Man (ook bekend als The White Man in het Verenigd Koninkrijk) is een Amerikaanse stomme film uit 1914, gebaseerd op het gelijknamige toneelstuk van Edwin Milton Royle. De film werd geregisseerd door Oscar Apfel en Cecil B. DeMille. Hoofdrol werd vertolkt door Dustin Farnum.

## Verhaal

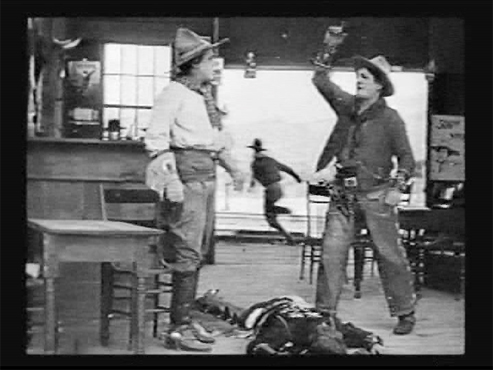
Scène uit de film

De film draait om een Britse legerkapitein genaamd James Wynngate. Hij heeft een affaire met Diana, de vrouw van zijn neef Sir Henry; de graaf van Kerhill. Sir Henry staat bekend als een gokker. Op een dag vergokt hij tegoeden uit het weduwen- en wezenfonds van het leger. James weet dat als dit uitkomt niet allen Henry maar ook Diana zal worden gestraft, en neemt daarom vrijwillig de schuld op zich. Hij moet hierdoor vluchten naar Amerika. Onderweg breekt er brand uit op het schip waarmee hij reist, maar hij wordt tijdig gered en haalt het tot New York.
In New York maakt hij een nieuwe vriend, Big Bill, die hem aanmoedigt zijn geluk te zoeken in het westen. James vestigt zich op een ranch en leidt een teruggetrokken leven. Hij ontmoet een prinses van de Ute-indianenstam genaamd Nat-U-Rich. Zij redt hem tweemaal het leven. Ze trouwen en krijgen een zoon.
Wanneer Sir Henry komt te overlijden wordt James automatisch zijn opvolger als graaf van Kerhill. Hij wil echter niet terugkeren naar Europa en stuurt in plaats daarvan zijn zoon. Nat-U-Rich kan het vertrek van haar zoon echter niet verwerken en pleegt zelfmoord.

## Rolverdeling

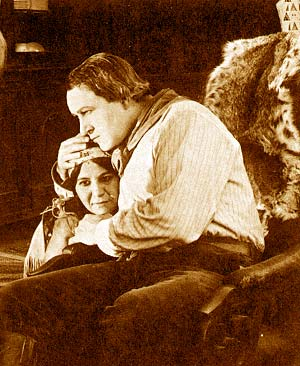
Dustin Farnum en Red Wing

Op Dustin Farnum na werden geen van de acteurs in de film vermeld op de aftiteling of op de affiches.
| Acteur               | Personage                             |
| -------------------- | ------------------------------------- |
| Dustin Farnum        | Capt. James Wynnegate aka Jim Carston |
| Monroe Salisbury     | Sir Henry, Earl of Kerhill            |
| Red Wing             | Nat-u-ritch                           |
| Winifred Kingston    | Lady Diana, Countess of Kerhill       |
| 'Baby' Carmen De Rue | Hal                                   |
| Joseph Singleton     | Tab-y-wana                            |
| William Elmer        | Cash Hawkins                          |
| Mrs. A.W. Filson     | The Dowager Lady Elizabeth Kerhill    |
| Haidee Fuller        | Lady Mabel Wynnegate                  |
| Foster Knox          | Sir John                              |
| Dick La Reno         | Big Bill                              |
| Richard L'Estrange   | Grouchy                               |
| Fred Montague        | Mr. Petrie                            |
| Cecil B. DeMille     | Faro Dealer                           |
| Cecilia de Mille     | Child                                 |
| Hal Roach            | Townsman                              |
| Art Acord            | Townsman                              |
| Raymond Hatton       | Bit part                              |

## Achtergrond
The Squaw Man was de eerste film van Cecil B. DeMille, die later bekend zou worden als een van de succesvolste Amerikaanse filmregisseurs van de vroege 20e eeuw. DeMille maakte in 1918 en 1931 twee nieuwe versies van de film. De drie films werden een succes.
The Squaw Man stond lange tijd bekend als de eerste film ooit opgenomen in Hollywood. Dit veranderde toen de verloren gewaande film In Old California uit 1910 werd teruggevonden. De film wordt nog wel erkend als de eerste lange speelfilm ooit opgenomen in Hollywood, daar In Old California een korte film was.